# FFA Cup 2014
La Westfield FFA Cup 2014 è stata la 1ª edizione della coppa australiana di calcio. La competizione è iniziata il 25 giugno 2014. La squadra vincitrice del torneo è il Melbourne Victory che ha battuto per 2-0 il Perth Glory.

## Squadre partecipanti
Alla fase finale della competizione partecipano 32 squadre: 10 partecipanti alla A-League e 22 squadre provenienti dalle serie inferiori e vincitrici dei turni preliminari.
| A-League | Livello 2 | Livello 3                                  | Livello 4                                    |
| - Adelaide Utd - Brisbane Roar - C.C. Mariners - Melbourne City - Melbourne Victory - Newcastle Jets - Perth Glory - Sydney FC - Wellington Phoenix - Western Sydney | - Adelaide City - Bentleigh Greens - Blacktown City - Brisbane Strikers - Broadmeadow Magic - FNQ Heat - Melbourne Knights - Manly Utd - Olympic FC - Palm Beach - South Cardiff - South Coast Wolves - South Hobart - Stirling Lions - Sydney Olympic - Sydney Utd 58 - Tuggeranong Utd - Bayswater City | - Parramatta Eagles FC - St. Albans Saints | - Hakoah Sydney City East - South Springvale |

## Calendario
| Turno                | Date                           | Numero di incontri | Numero di squadre |
| -------------------- | ------------------------------ | ------------------ | ----------------- |
| Turni preliminari    | 6 aprile 2013 - 25 giugno 2014 | 650                | 631 → 32          |
| Sedicesimi di finale | 29 luglio - 20 agosto 2014     | 16                 | 32 → 16           |
| Ottavi di finale     | 16-23 settembre 2014           | 8                  | 16 → 8            |
| Quarti di finale     | 14-29 ottobre 2014             | 4                  | 8 → 4             |
| Semifinali           | 11-12 novembre 2014            | 2                  | 4 → 2             |
| Finale               | 16 dicembre 2014               | 1                  | 2 → 1             |

## Turni preliminari
I 22 slot riservati alle squadre delle serie inferiori sono assegnati tramite otto turni preliminari, ai quali partecipano un totale di 621 squadre.
| Federazione regionale | Competizione                    | Qualificate ai sedicesimi |
| --------------------- | ------------------------------- | ------------------------- |
| Capital Football      | Capital Football Federation Cup | 1                         |
| Football NSW          | Waratah Cup                     | 7                         |
| NNSWF                 | NNSWF State Cup                 | 2                         |
| Football Queensland   | Kappa Queensland Cup            | 4                         |
| FSA                   | SA Federation Cup               | 1                         |
| Football Tasmania     | Milan Lakoseljac Cup            | 1                         |
| Football Victoria     | Dockerty Cup                    | 4                         |
| Football West         | State Cup                       | 2                         |

## Sedicesimi di finale
I sedicesimi di finale sono stati sorteggiati il 27 giugno 2014 e si sono giocati tra il 29 luglio ed il 20 
agosto 2014.
| Squadra 1               | Risultato       | Squadra 2          |
| ----------------------- | --------------- | ------------------ |
| 29 luglio 2014          |                 |                    |
| Broadmeadow Magic       | 1 - 2 (dts)     | Brisbane Strikers  |
| Manly Utd               | 1 - 3           | Sydney Utd 58      |
| Olympic FC              | 3 - 1           | Melbourne Knights  |
| South Springvale        | 2 - 2 (4-3 dtr) | South Cardiff      |
| 5 agosto 2014           |                 |                    |
| Newcastle Jets          | 0 - 2           | Perth Glory        |
| Parramatta Eagles FC    | 0 - 1           | St. Albans Saints  |
| South Hobart            | 1 - 1 (4-5 dtr) | Tuggeranong Utd    |
| Adelaide Utd            | 1 - 0           | Wellington Phoenix |
| 12 agosto 2014          |                 |                    |
| Blacktown City          | 0 - 1           | Bentleigh Greens   |
| Melbourne City          | 1 - 3 (dts)     | Sydney FC          |
| Sydney Utd 58           | 4 - 1           | FNQ Heat           |
| Adelaide City           | 1 - 0           | Western Sydney     |
| 19 agosto 2014          |                 |                    |
| Hakoah Sydney City East | 1 - 2           | Palm Beach         |
| Stirling Lions          | 0 - 4           | Brisbane Roar      |
| 20 agosto 2014          |                 |                    |
| South Coast Wolves      | 0 - 1           | C.C. Mariners      |
| Bayswater City          | 0 - 2           | Melbourne Victory  |

## Ottavi di finale
Gli ottavi di finale sono stati sorteggiati il 22 agosto 2014 e si sono giocati il 16 ed il 23 settembre 2014.
| Squadra 1         | Risultato | Squadra 2         |
| ----------------- | --------- | ----------------- |
| 16 settembre 2014 |           |                   |
| Adelaide City     | 1 - 0     | Brisbane Strikers |
| Olympic FC        | 1 - 3     | C.C. Mariners     |
| Sydney Olympic    | 1 - 2     | Bentleigh Greens  |
| Tuggeranong Utd   | 0 - 6     | Melbourne Victory |
| 23 settembre 2014 |           |                   |
| Adelaide Utd      | 2 - 1     | Brisbane Roar     |
| St. Albans Saints | 1 - 4     | Perth Glory       |
| Sydney Utd 58     | 1 - 3     | Sydney FC         |
| Palm Beach        | 1 - 0     | South Springvale  |

## Quarti di finale
Il sorteggio è stato effettuato il 23 settembre 2014 e le partite sono state giocate il 14-21-29 ottobre 2014.
| Squadra 1        | Risultato   | Squadra 2         |
| ---------------- | ----------- | ----------------- |
| 14 ottobre 2014  |             |                   |
| Palm Beach       | 0 - 5       | C.C. Mariners     |
| 21 ottobre 2014  |             |                   |
| Sydney FC        | 1 – 3 (dts) | Adelaide Utd      |
| 29 ottobre 2014  |             |                   |
| Bentleigh Greens | 2 - 1 (dts) | Adelaide City     |
| Perth Glory      | 4 - 2 (dts) | Melbourne Victory |

## Semifinali
Il sorteggio è stato effettuato il 31 ottobre 2014 e le partite si sono giocate l'11 ed il 12 novembre 2014.
| Squadra 1        | Risultato | Squadra 2     |
| ---------------- | --------- | ------------- |
| 11 novembre 2014 |           |               |
| Bentleigh Greens | 0 - 3     | Perth Glory   |
| 12 novembre 2014 |           |               |
| Adelaide Utd     | 3 - 2     | C.C. Mariners |

## Finale
| Arbitro: | Chris Beath |

|           |           |  |
| Cirio 67’ | Marcatori |  |